# Zdymadlo Smíchov

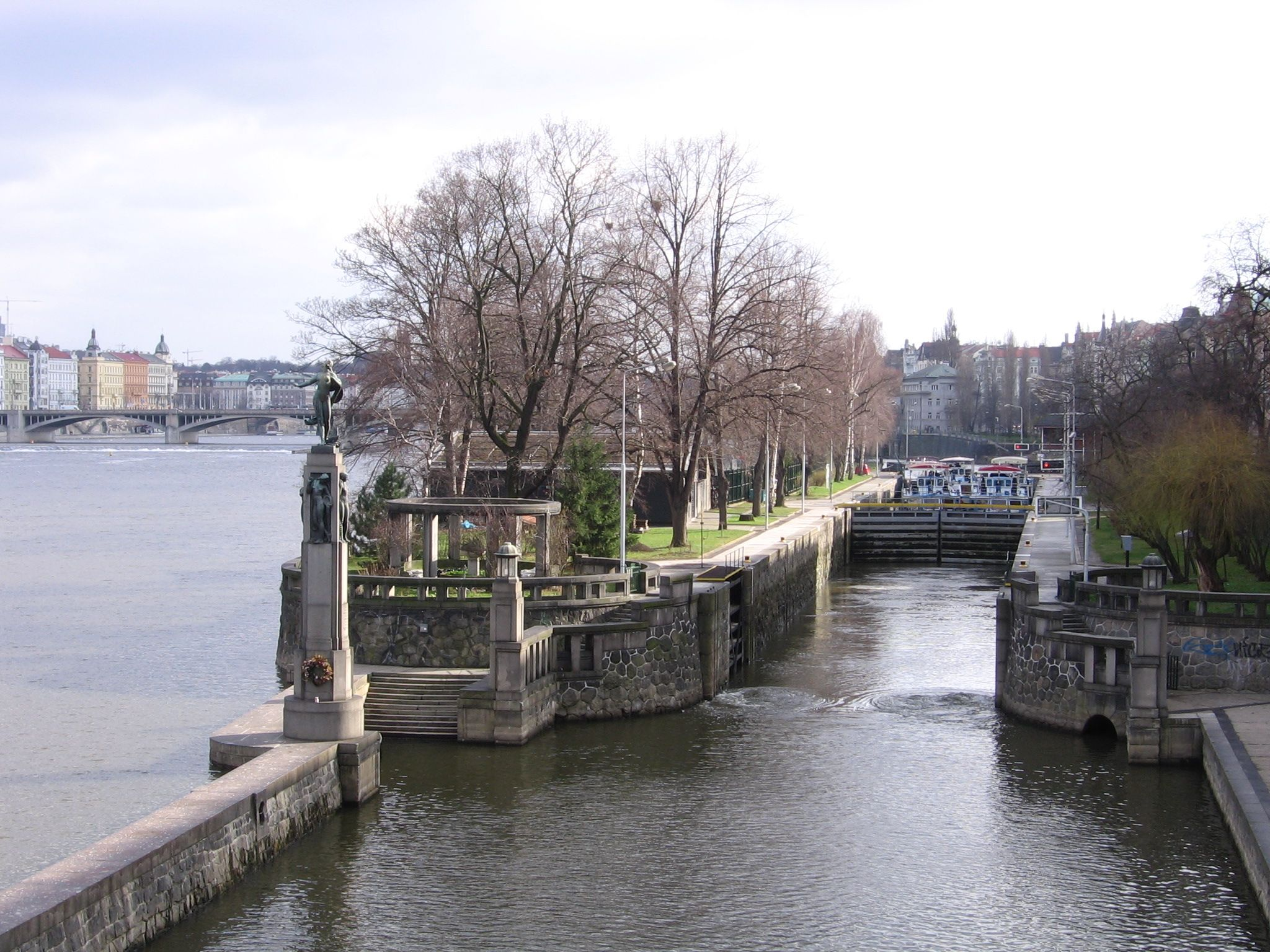
Plavební komora Smíchov

Zdymadlo Smíchov je vodní stupeň na Vltavě v centrální části Prahy, na říčním kilometru 53,80. Sestává ze dvou historicky podstatně starších jezů, Šítkovského a Staroměstského, a soustavy plavebních komor. Je jedním z pražských zdymadel, předchází mu zdymadlo Modřany (řkm 62,21), následuje zdymadlo Štvanice (řkm 50,69) a zdymadlo Troja-Podbaba (řkm 43,50). Současnou podobu získalo zdymadlo Smíchov v letech 1911–1922, kdy byly podle projektu F. Sandra vybudovány firmou František Schön a synové plavební komory; přitom byla odstraněna část Petržilkovského ostrova. Provozovatelem je státní podnik Povodí Vltavy.

## Propusti

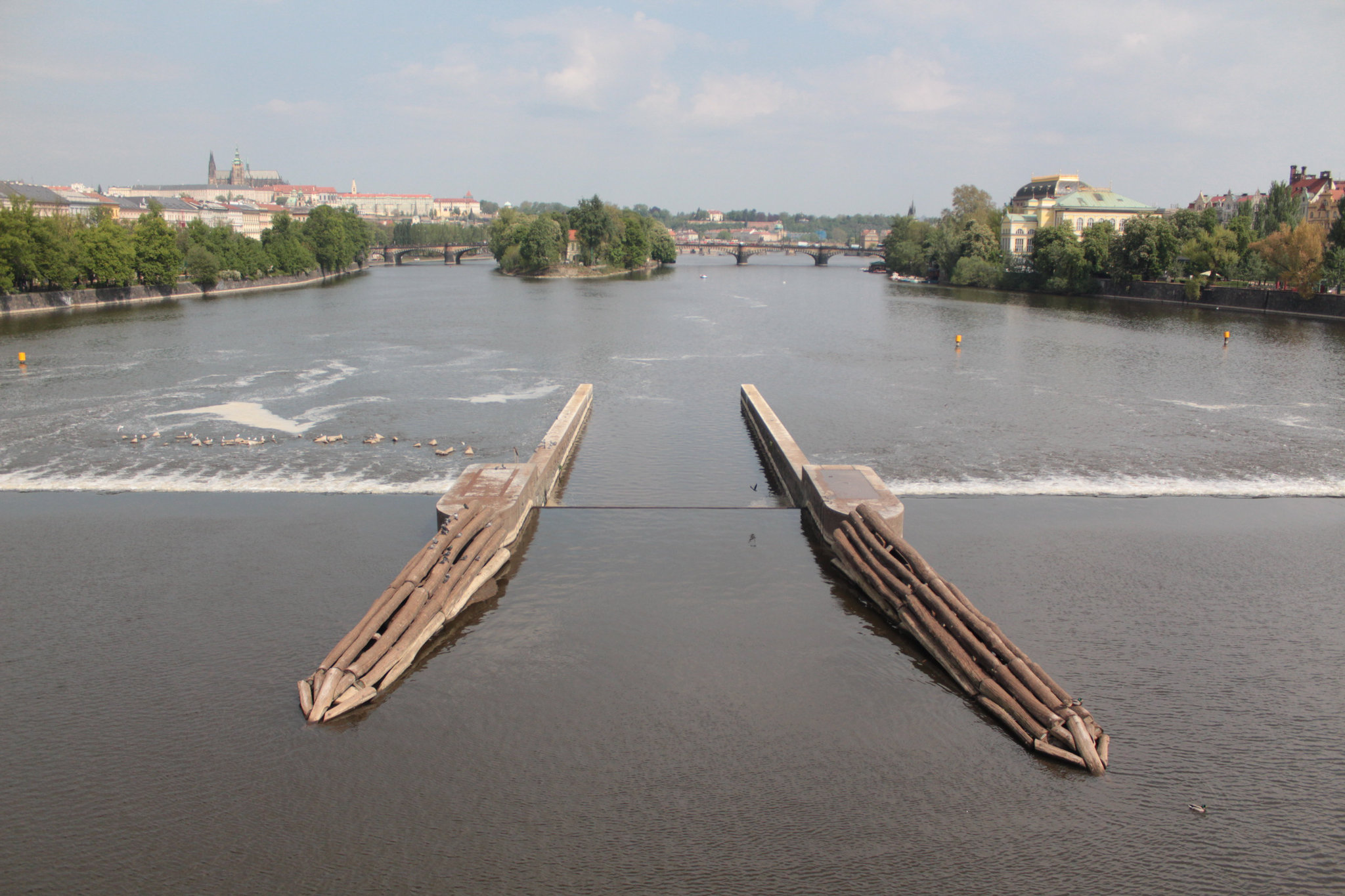
Vorařská propust na Šítkovském jezu

Před vybudováním plavebních komor sloužily voroplavbě propusti ve střední části obou jezů, dnes trvale uzavřené (vyjma každoročního závodu Napříč Prahou – přes tři jezy).

## Plavební komory
Plavební komora Smíchov se nachází při levém břehu řeky, na území Smíchova pod Petržilkovským ostrovem, po levé straně Dětského ostrova a pravé straně Janáčkova nábřeží. Je tvořena čtverými po sobě následujícími vraty. Od špice Dětského ostrova pak pokračuje zdí oddělený kanál po území Malé Strany pod mostem Legií až ke Staroměstskému jezu u Muzea Kampa (Sovovy mlýny). Z horní části kanálu je štolou pod úpatím Janáčkova a Malostranského nábřeží svedena voda do ramene Vltavy Čertovka.
Na plavební komoře Smíchov je podle vyhlášky Státní plavební správy celoroční provoz od 7 do 23 hodin. Provozovatelům a vůdcům nákladních plavidel vyhláška doporučuje z kapacitních důvodů využívat plavební komoru v době od 7 do 12 a od 16 do 18 hodin.
Plavební komora Smíchov je nejvytíženější plavební komorou na Vltavě, zejména turistickou osobní dopravou, a již v roce 1998, kdy se jí proplavilo 17 844 lodí (a 196 481 tun zboží), byla v sezoně na hranici své kapacity.

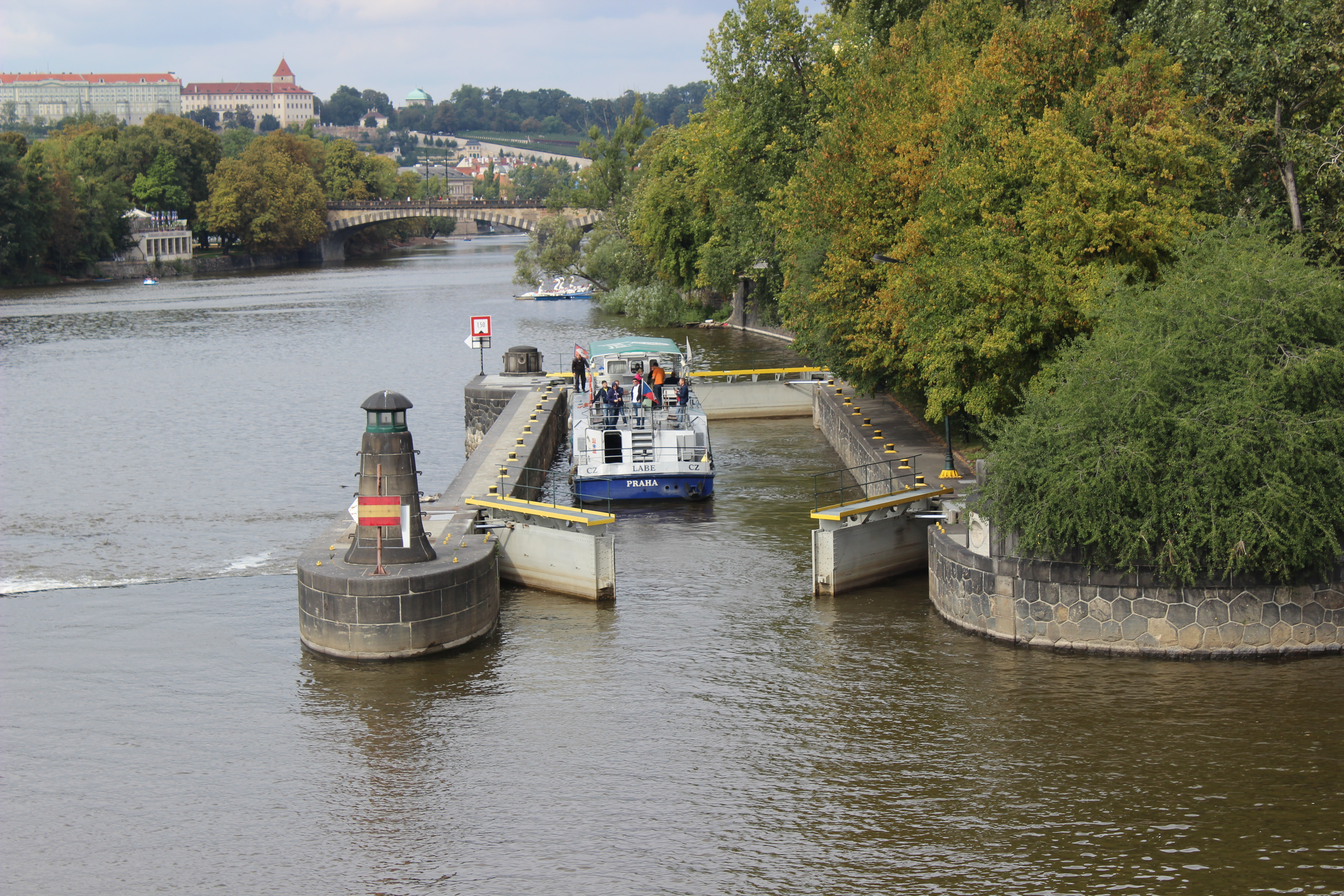
Plavební komora Mánes

Plavební komora Mánes pro plavbu do prostoru mezi oběma jezy se nachází při pravé straně Šítkovského jezu, při levé straně začátku Slovanského ostrova.
Požadavek na proplutí plavební komorou Mánes v pracovní dny od 7 do 15 hodin je nutno uplatnit nejméně hodinu předem v plavební komoře Smíchov. V pracovní dny po 15 h nebo o nepracovních dnech je možno proplutí po zvláštní dohodě s Povodím Vltavy s. p. nebo po projednání nejpozději předchozí pracovní den.
Za rok 1998 proplulo plavební komorou Mánes 3103 lodí a 970 tun přepraveného nákladu.

## Mlýny a vodárny

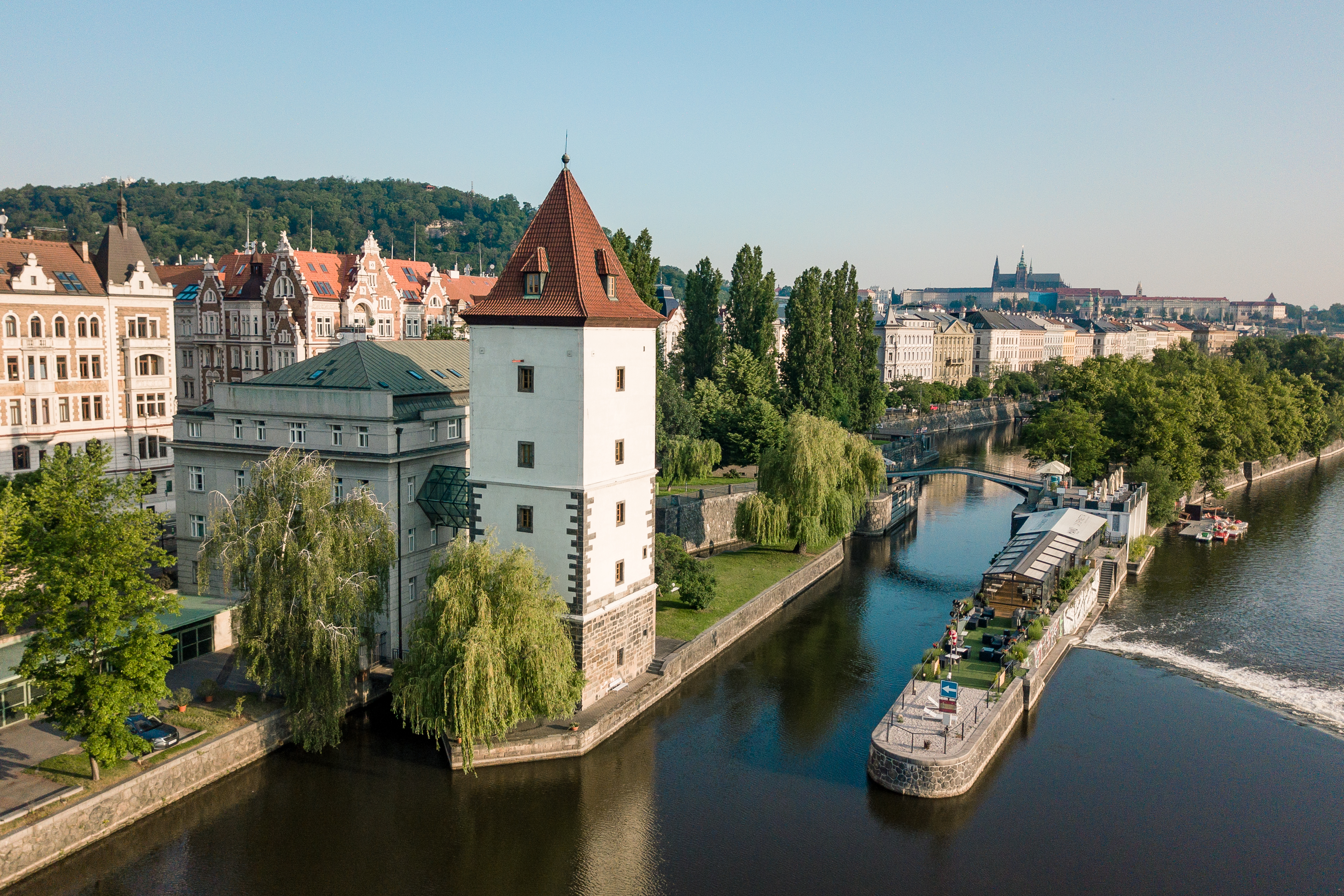
Vodní cesta k smíchovskému kanálu, vlevo Petržilkovský ostrov s vodárnou, vpravo Dětský ostrov a Šítkovský jez

Po pravé straně obou jezů bývaly historické mlýny: Šítkovské mlýny (dnes sídlo Spolku výtvarných umělců Mánes) a Horní Lodecké mlýny po pravé straně dnešního Slovanského ostrova a Staroměstské mlýny (později Karlovy lázně a klub Lávka) po pravé straně Staroměstského jezu, těsně před Karlovým mostem. 
Na levé straně to byl na horním stupni Petržilkovský mlýn, na Staroměstském jezu Sovovy mlýny a odtud napájené rameno Čertovka vedoucí k Huťskému, Zlomkovskému a Velkopřevorskému mlýnu. Aby byla zachována hladina napájení Čertovky, byla na svém začátku zasypána (z Kampy se de facto stal poloostrov) a voda byla přivedena krytým kanálem vybudovaným spolu se zdymadlem.
Po obou stranách Šítkovského jezu bývaly vodárny: dodnes stojí u Šítkovských mlýnů Šítkovská vodárenská věž a na Petržilkovském ostrově Malostranská vodárenská věž.

## Galerie

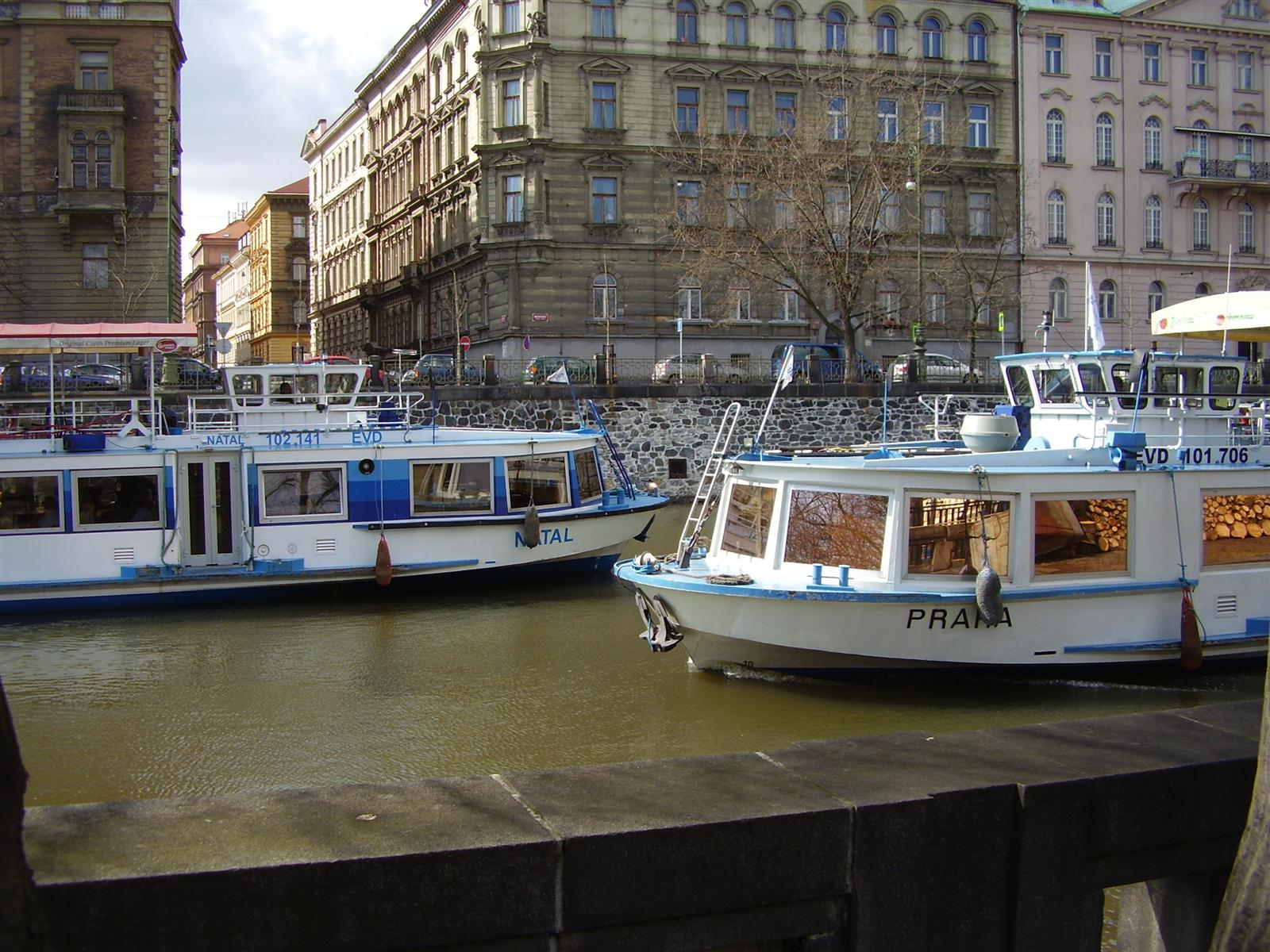
Horní část komory Smíchov (proti Malátově ulici)
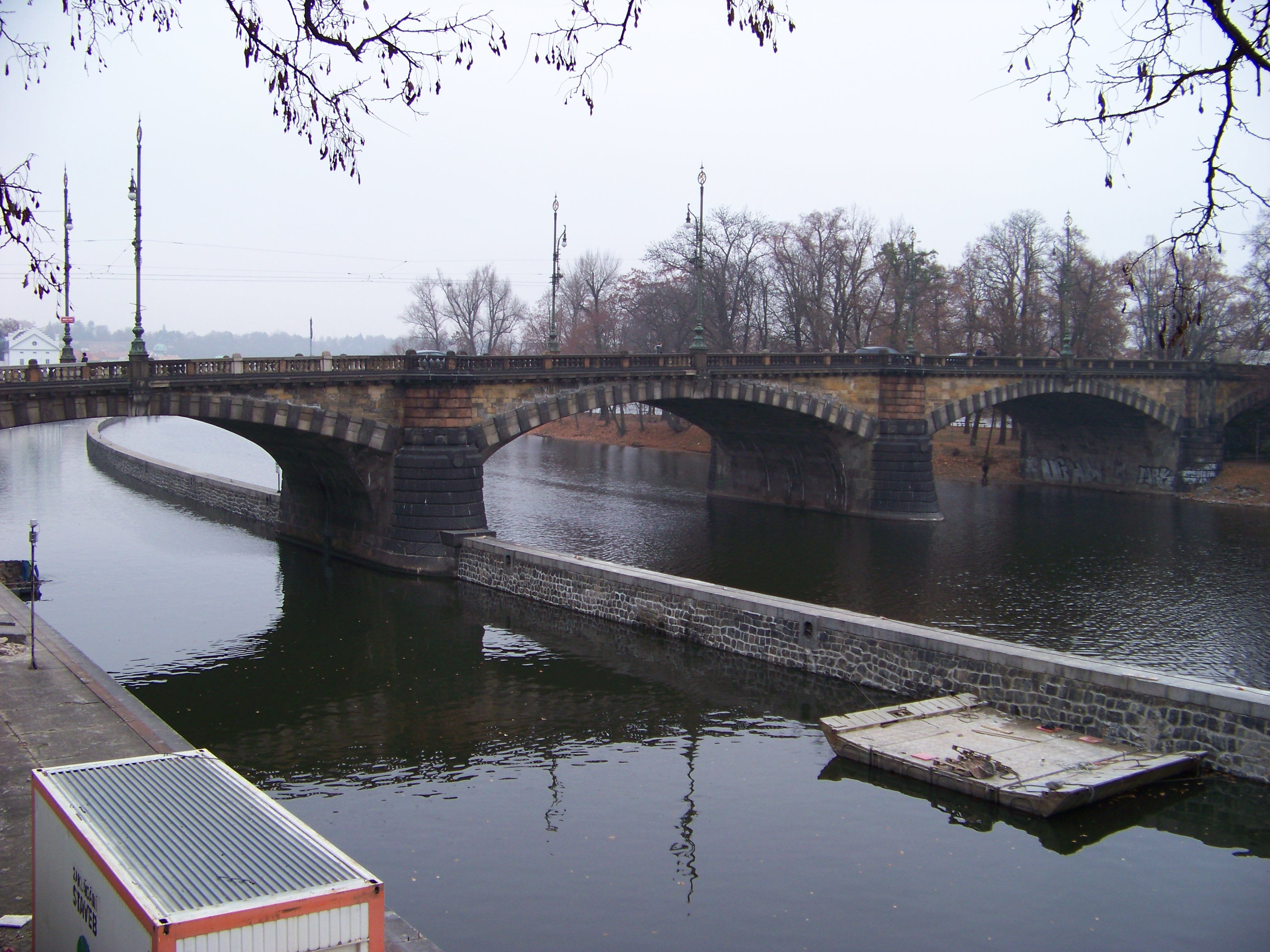
Smíchovský kanál pod mostem Legií
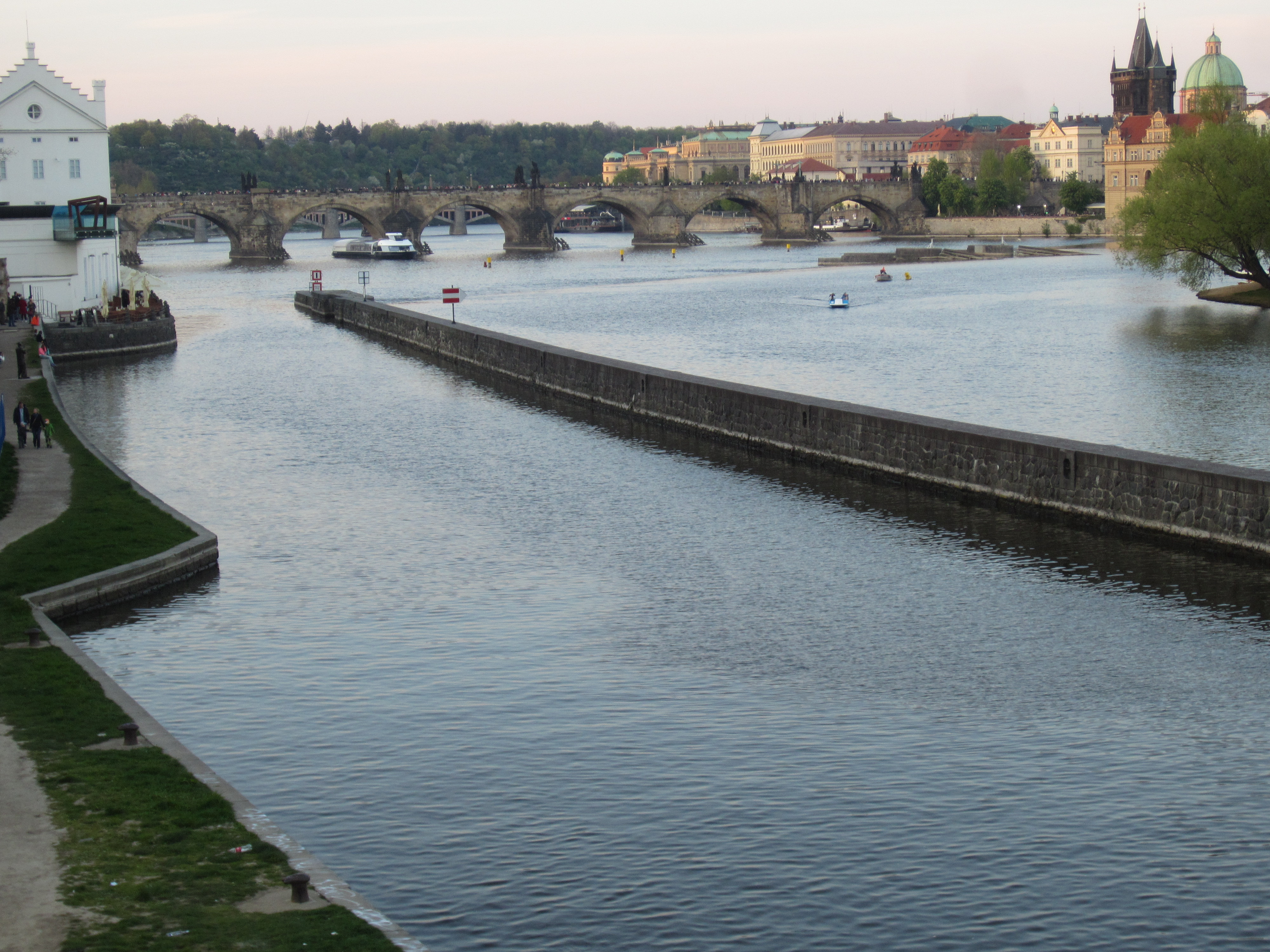
Ústí smíchovského kanálu nad Karlovým mostem
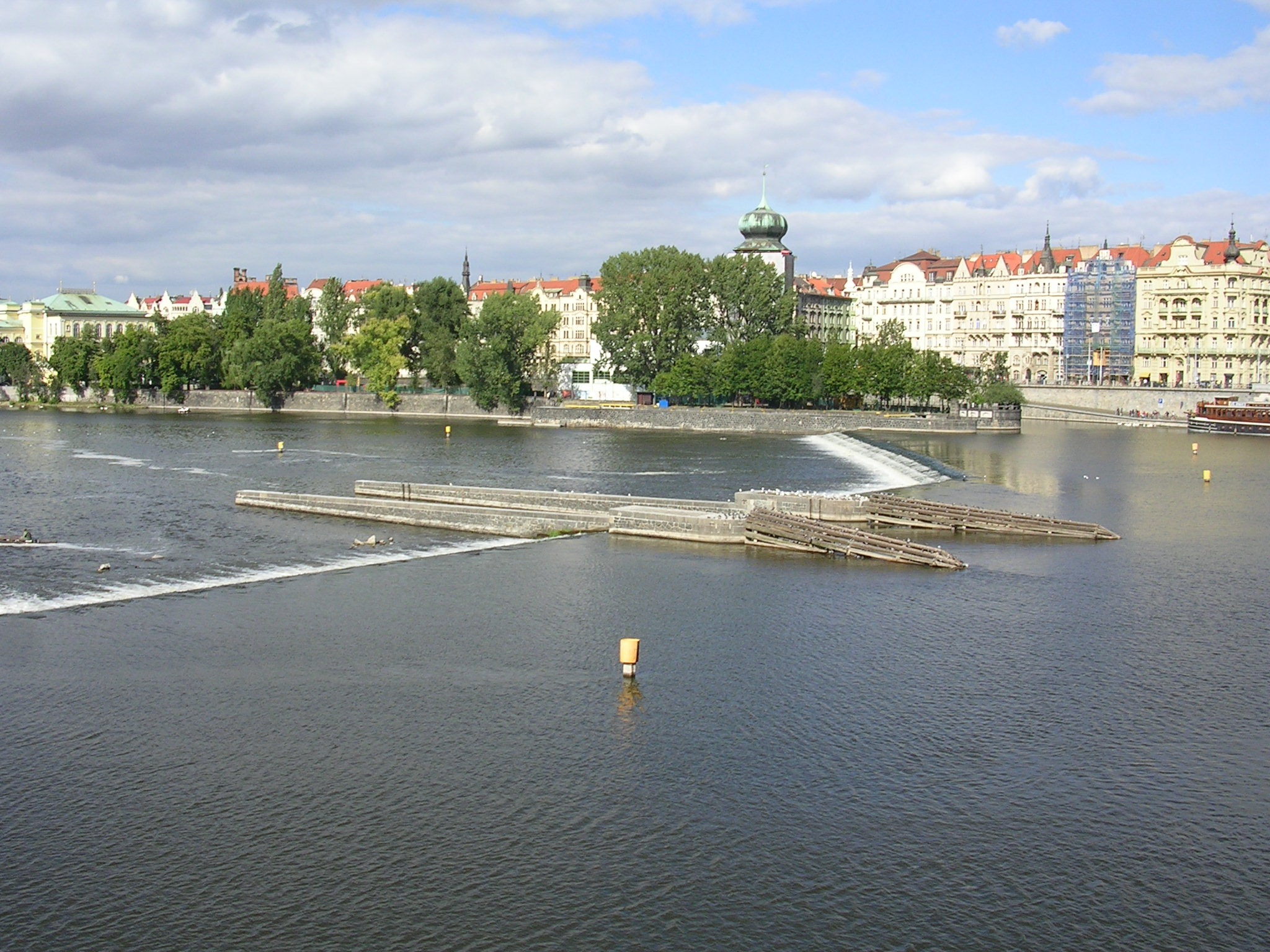
Šítkovský jez a Slovanský ostrov
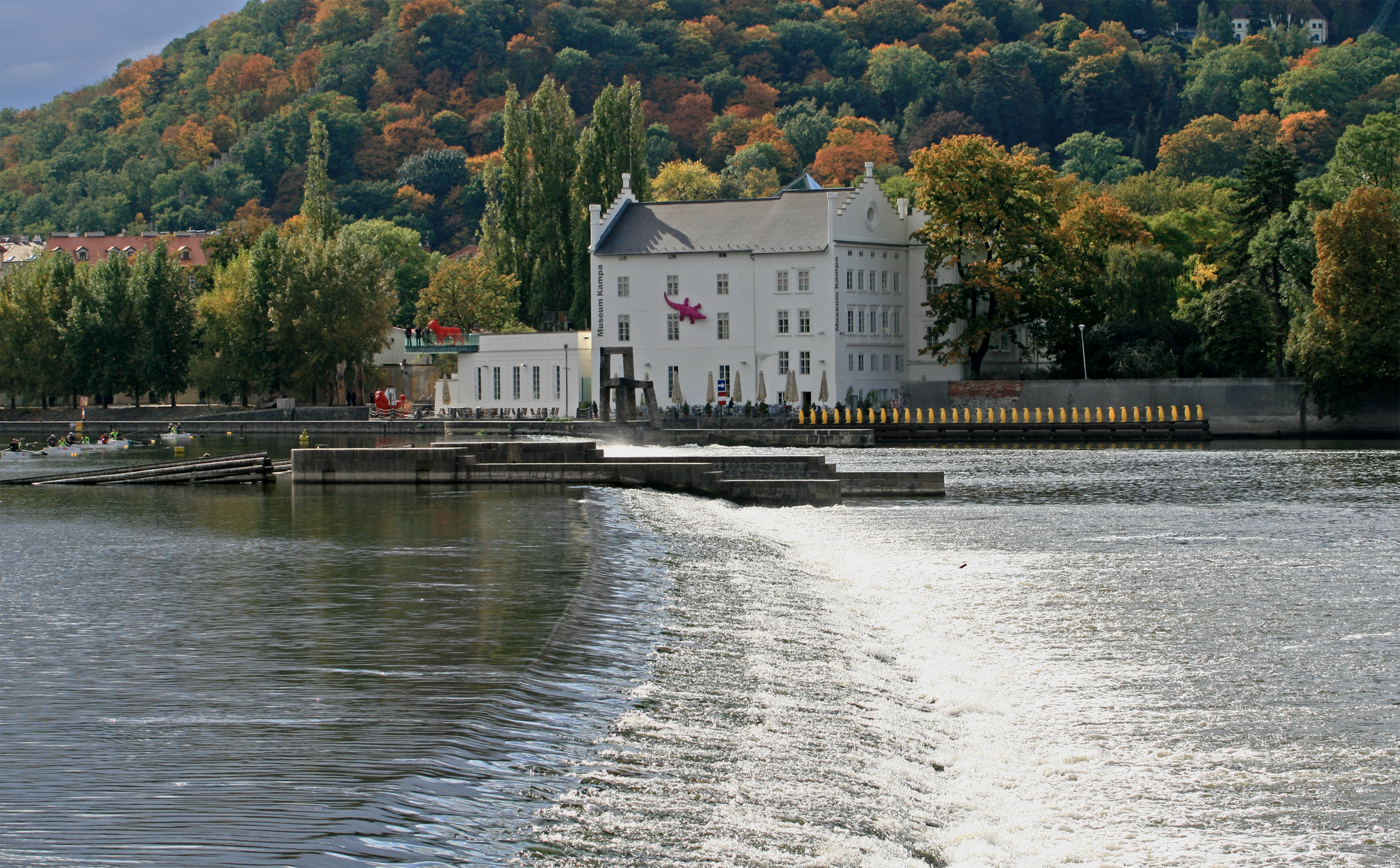
Staroměstský jez a Sovovy mlýny (levý břeh)
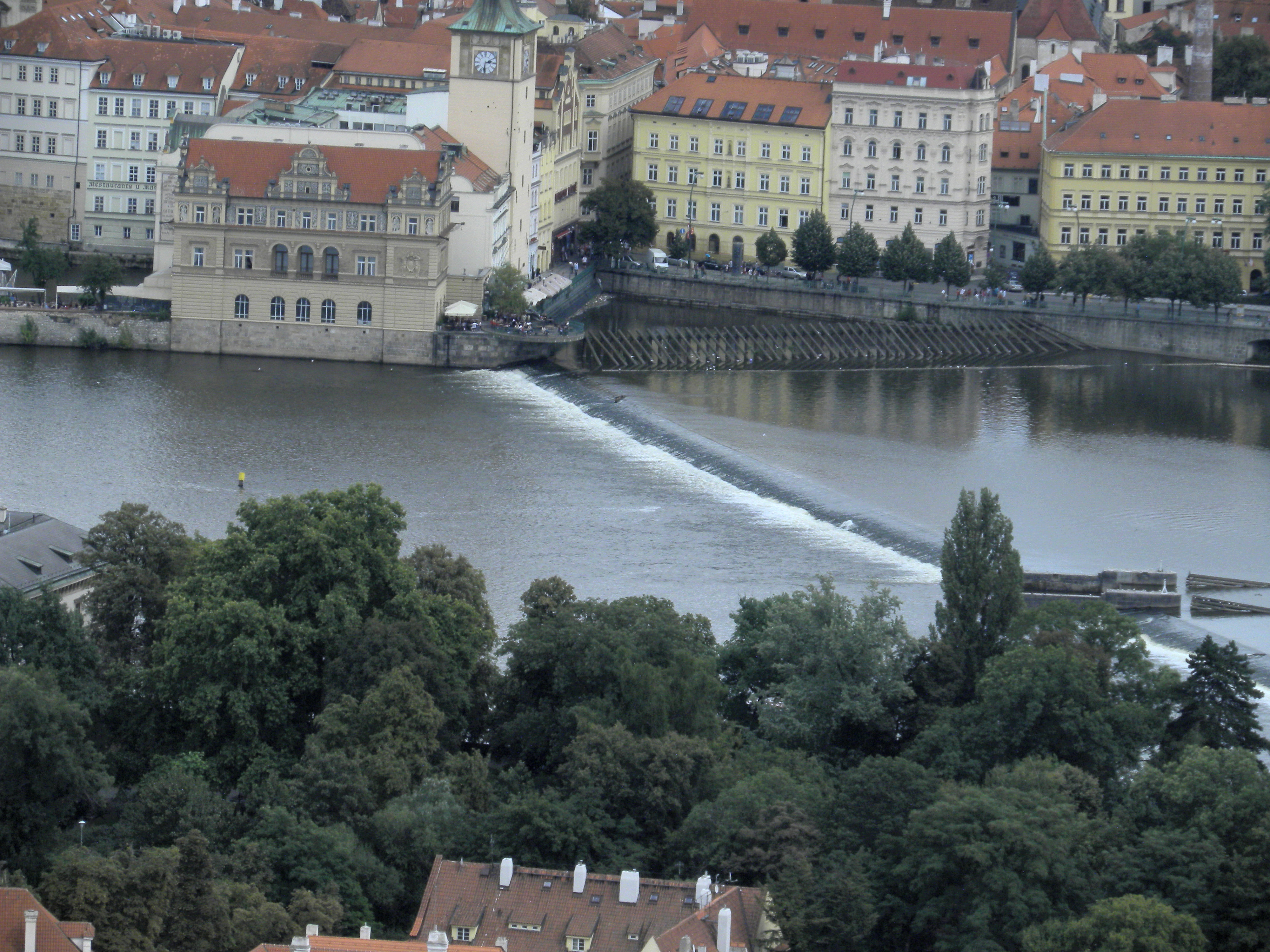
Staroměstský jez a Novotného lávka (pravý břeh)